# 6 Horas de Watkins Glen
Las 6 Horas de Watkins Glen es una carrera de resistencia disputada con sport prototipos y gran turismos celebrada anualmente en el circuito de Watkins Glen, del Estado de Nueva York. La carrera data de 1948, y ha sido parte del SCCA National Sports Car Championship, del United States Road Racing Championship, del Campeonato Mundial de Sport Prototipos, del Campeonato IMSA GT, del Grand-Am, y desde 2014 forma parte del WeatherTech SportsCar Championship.

## Historia

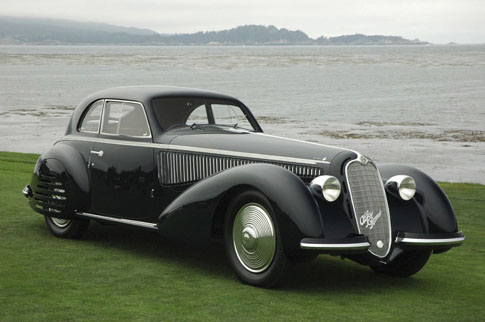
Frank Griswold ganó el primer Gran Premio de Watkins Glen en este Alfa Romeo 8C 2900B Touring Berlinetta de 1938

El primer Gran Premio de Watkins Glen se celebró en 1948 en un circuito de 6,6 millas (10,6 km) alrededor del Watkins Glen State Park y del pueblo de Watkins Glen. Cameron Argetsinger, estudiante de derecho de la Universidad de Cornell y miembro del SCCA, organizó el evento junto con la Cámara de Comercio local. Frank Griswold ganó la carrera de 8 vueltas y 52,8 millas (85,0 km) en un Alfa Romeo 8C de antes de la guerra. En 1950, tres espectadores resultaron heridos durante una carrera preliminar y el piloto Sam Collier murió durante el Gran Premio. El evento de 1951 se convirtió en parte de la nueva serie SCCA National Sports Car Championship. En 1952, doce espectadores resultaron heridos y uno murió cuando un automóvil se salió del circuito en el pueblo. Este hecho llevó a los organizadores en 1953 a trasladar el recorrido a una ladera situada al suroeste de Watkins Glen. Los pilotos se quejaron de la mala visibilidad del recorrido y del agua de lluvia acumulada en la calzada, lo que motivó la construcción en 1956 de un circuito permanente, hoy llamado Watkins Glen International.
En 1963, la carrera cambió a la nueva serie SCCA, el United States Road Racing Championship. En 1968, la carrera se amplió a seis horas y se unió al Campeonato Mundial de Sport Prototipos. Junto con las 24 Horas de Daytona y las 12 Horas de Sebring, las Seis Horas de Watkins Glen sirvieron como una ronda estadounidense de la WSC desde 1968 hasta 1981, y tradicionalmente se celebraba durante el verano. Con el fracaso económico del circuito y la decisión de la FIA de no devolver el Campeonato del Mundo a los Estados Unidos en 1982, la carrera no se volvió a disputar hasta 1984. Regresó como una prueba de la IMSA, dentro del Camel GT Championship.
Bajo el control de la IMSA, el evento fue radicalmente alterado y acortado. En la carrera de 1984, se incluyó un descanso después de las primeras tres horas antes de reiniciar la carrera para completar las siguientes tres horas. Este evento se conoció como el Camel Continental. Un segundo evento a finales de año también se llevó a cabo con una duración de solo tres horas o 500 kilómetros, y fue conocido como el New York 500. La prueba se modificó una vez más en 1985, esta vez en la clase sport prototipo con una duración de tres horas, y coches de gran turismo en un segundo evento también de tres horas. Para 1986, el evento se acortó por completo y se convirtió en una única carrera de 500 millas, y en 1987 se acortó una vez más a solo 500 km.
Durante varios años, la IMSA mantuvo la Continental como una carrera de 500 km para prototipos disputada en el verano, y la New York 500 de 500 km para grandes turismos en otoño. Se optó por eliminar la New York 500 en 1992, reteniendo la prueba Continental como un evento solo para prototipos hasta 1995. En 1996, la IMSA restauró la prueba de Watkins Glen a su formato histórico, combinando prototipos y gran turismo una vez más.

En 1998, Watkins Glen decidió programar las Seis Horas como parte del nuevo United States Road Racing Championship. Este cambio de campeonato duró poco, ya que la USSRC se retiró durante la temporada de 1999 antes de su segunda carrera en Watkins Glen, dejando un evento del Campeonato FIA GT como cabeza de cartel de la temporada. A raíz del colapso de la USRRC, el Grand-Am tomó el control del evento y retuvo las Seis Horas desde el año 2000 como parte del Grand-Am. En 2014, después de la fusión de Grand-AM y la serie de autos deportivos ALMS, la IMSA recuperó el control del evento, incluido en el WeatherTech SportsCar Championship. El formato de la carrera sigue siendo el mismo que bajo el campeonato Grand-Am.

## Ganadores
| Año       | Pilotos                                    | Pilotos                                    | Pilotos                                    | Equipo                                     | Automóvil                                  |
| --------- | ------------------------------------------ | ------------------------------------------ | ------------------------------------------ | ------------------------------------------ | ------------------------------------------ |
| 1968      | Jacky Ickx                                 | Lucien Bianchi                             | Lucien Bianchi                             | John Wyer                                  | Ford GT40                                  |
| 1969      | Jo Siffert                                 | Brian Redman                               | Brian Redman                               | Porsche Austria                            | Porsche 908/02                             |
| 1970      | Pedro Rodríguez de la Vega                 | Leo Kinnunen                               | Jo Siffert                                 | John Wyer                                  | Porsche 917K                               |
| 1971      | Andrea de Adamich                          | Ronnie Peterson                            | Ronnie Peterson                            | Autodelta                                  | Alfa Romeo T33/3                           |
| 1972      | Mario Andretti                             | Jacky Ickx                                 | Jacky Ickx                                 | SpA Ferrari SEFAC                          | Ferrari 312PB                              |
| 1973      | Gérard Larrousse                           | Henri Pescarolo                            | Henri Pescarolo                            | Matra-Simca                                | Matra-Simca MS 670B                        |
| 1974      | Jean-Pierre Jarier                         | Jean-Pierre Beltoise                       | Jean-Pierre Beltoise                       | Matra                                      | Matra-Simca MS 670C                        |
| 1975      | Derek Bell                                 | Henri Pescarolo                            | Henri Pescarolo                            | Kauhsen                                    | Alfa Romeo 33TT12                          |
| 1976      | Rolf Stommelen                             | Manfred Schurti                            | Manfred Schurti                            | Martini Porsche                            | Porsche 935                                |
| 1977      | Jochen Mass                                | Jacky Ickx                                 | Jacky Ickx                                 | Martini Porsche                            | Porsche 935/77                             |
| 1978      | Toine Hezemans                             | John Fitzpatrick                           | John Fitzpatrick                           | GeLo                                       | Porsche 935/77                             |
| 1979      | Don Whittington                            | Klaus Ludwig                               | Bill Whittington                           | Whittington / Kremer                       | Porsche 935 K3                             |
| 1980      | Hans Heyer                                 | Riccardo Patrese                           | Riccardo Patrese                           | Lancia                                     | Lancia Beta Monte Carlo                    |
| 1981      | Riccardo Patrese                           | Michele Alboreto                           | Michele Alboreto                           | Martini Racing                             | Lancia Beta Monte Carlo                    |
| 1982-1983 | No se disputó                              | No se disputó                              | No se disputó                              | No se disputó                              | No se disputó                              |
| 1984      | Al Holbert                                 | Derek Bell                                 | Jim Adams                                  | Holbert                                    | Porsche 962                                |
| 1985-1995 | No se disputó                              | No se disputó                              | No se disputó                              | No se disputó                              | No se disputó                              |
| 1996      | Gianpiero Moretti                          | Max Papis                                  | Max Papis                                  | MOMO                                       | Ferrari 333 SP                             |
| 1997      | Butch Leitzinger                           | James Weaver                               | Elliott Forbes-Robinson                    | Dyson                                      | Riley & Scott Mk III-Ford                  |
| 1998      | Gianpiero Moretti                          | Mauro Baldi                                | Didier Theys                               | Doran                                      | Ferrari 333 SP                             |
| 1999      | No se disputó                              | No se disputó                              | No se disputó                              | No se disputó                              | No se disputó                              |
| 2000      | Butch Leitzinger                           | James Weaver                               | Andy Wallace                               | Dyson                                      | Riley & Scott Mk III-Ford                  |
| 2001      | Didier Theys                               | Mauro Baldi                                | Freddy Lienhard                            | Doran                                      | Ferrari 333 SP-Judd                        |
| 2002      | James Weaver                               | Chris Dyson                                | Chris Dyson                                | Dyson                                      | Riley & Scott Mk III-Ford                  |
| 2003      | David Donohue                              | Mike Borkowski                             | Scott Goodyear                             | Brumos Porsche                             | Fabcar-Porsche                             |
| 2004      | Max Papis                                  | Scott Pruett                               | Scott Pruett                               | Ganassi                                    | Riley-Lexus                                |
| 2005      | Tracy Krohn                                | Niclas Jönsson                             | Niclas Jönsson                             | Krohn                                      | Riley-Pontiac                              |
| 2006      | Jörg Bergmeister                           | Boris Said                                 | Boris Said                                 | Krohn                                      | Riley-Ford                                 |
| 2007      | Alex Gurney                                | Jon Fogarty                                | Jon Fogarty                                | Bob Stallings                              | Riley-Pontiac                              |
| 2008      | Scott Pruett                               | Guillermo "Memo" Rojas                     | Guillermo "Memo" Rojas                     | Ganassi                                    | Riley-Lexus                                |
| 2009      | Scott Pruett                               | Guillermo "Memo" Rojas                     | Guillermo "Memo" Rojas                     | Ganassi                                    | Riley-Lexus                                |
| 2010      | Scott Pruett                               | Guillermo "Memo" Rojas                     | Guillermo "Memo" Rojas                     | Ganassi                                    | Riley-BMW                                  |
| 2011      | Max Angelelli                              | Ricky Taylor                               | Ricky Taylor                               | Wayne Taylor                               | Dallara-Chevrolet                          |
| 2012      | João Barbosa                               | Darren Law                                 | Darren Law                                 | Action Express                             | Chevrolet Corvette DP                      |
| 2013      | João Barbosa                               | Christian Fittipaldi                       | Christian Fittipaldi                       | Action Express                             | Chevrolet Corvette DP                      |
| 2014      | Michael Valiante                           | Richard Westbrook                          | Richard Westbrook                          | Spirit of Daytona                          | Chevrolet Corvette DP                      |
| 2015      | Michael Valiante                           | Richard Westbrook                          | Richard Westbrook                          | Spirit of Daytona                          | Chevrolet Corvette DP                      |
| 2016      | João Barbosa                               | Christian Fittipaldi                       | Filipe Albuquerque                         | Action Express                             | Chevrolet Corvette DP                      |
| 2017      | João Barbosa                               | Christian Fittipaldi                       | Filipe Albuquerque                         | Mustang Sampling                           | Cadillac DP                                |
| 2018      | Misha Goikhberg                            | Stephen Simpson                            | Chris Miller                               | JDC-Miller                                 | Oreca-Gibson                               |
| 2019      | Olivier Pla                                | Harry Tincknell                            | Jonathan Bomarito                          | Mazda Joest                                | Mazda DPi                                  |
| 2020      | Cancelado debido a la pandemia de COVID-19 | Cancelado debido a la pandemia de COVID-19 | Cancelado debido a la pandemia de COVID-19 | Cancelado debido a la pandemia de COVID-19 | Cancelado debido a la pandemia de COVID-19 |
| 2021      | Harry Tincknell                            | Oliver Jarvis                              | Jonathan Bomarito                          | Multimatic                                 | Mazda DPi                                  |
| 2022      | Filipe Albuquerque                         | Ricky Taylor                               | Ricky Taylor                               | Wayne Taylor Racing                        | Acura ARX-05                               |
| 2023      | Nick Yelloly                               | Connor De Phillippi                        | Connor De Phillippi                        | BMW M Team RLL                             | BMW M Hybrid V8                            |